# Cosmochthonius bengalensis
Cosmochthonius bengalensis är en kvalsterart som beskrevs av Chakrabarti, Bhaduri och Dinendra Raychaudhuri 1972. Cosmochthonius bengalensis ingår i släktet Cosmochthonius och familjen Cosmochthoniidae. Inga underarter finns listade i Catalogue of Life.